# Paolo Bergonzoni
Paolo Bergonzoni, né le 25 mars 1946 à Bologne, en Italie, est un ancien joueur de basket-ball italien. Il évolue au poste de meneur.

## Biographie
Il participe aux championnats d'Europe de 1969 au sein de la squadra transalpine.